# Coleophora eremosparti
Coleophora eremosparti is een vlinder uit de familie kokermotten (Coleophoridae). De wetenschappelijke naam is voor het eerst geldig gepubliceerd in 1974 door Falkovitsh.
De soort komt voor in Europa.